# Oxypoda manitobae
Oxypoda manitobae är en skalbaggsart som beskrevs av Thomas Casey 1911. Oxypoda manitobae ingår i släktet Oxypoda och familjen kortvingar. Inga underarter finns listade i Catalogue of Life.